# 칭허구 (화이안시)
칭허구(한국어: 청하구, 중국어: 清河区, 병음: Qīnghé Qū)는 중화인민공화국 장쑤성 화이안 시의 현급 행정구역이다. 넓이는 134 km2이고, 인구는 2007년 기준으로 350,000명이다.

## 행정 구역
9개 가도, 2개 향을 관할한다.
- 가도: 北京路街道, 长西街道, 淮海街道, 长东街道, 西安路街道, 水渡口街道, 东湖街道, 新港街道, 广州街道.
- 향: 钵池乡, 徐扬乡.